# Front Możajskiej Linii Obrony
Front Możajskiej Linii Obrony (ros. Фронт Можайской линии обороны) – jedno z wielkich operacyjno-strategicznych ugrupowań wojsk Armii Czerwonej o kompetencjach administracyjnych i operacyjnych na zachodnim terytorium ZSRR, działający podczas wojny z Niemcami w czasie II wojny światowej.

## Działania bojowe
Front Możajskiej Linii Obrony został utworzony 18 lipca 1941 roku w celu zorganizowania obrony na odległych podejściach do Moskwy w okolicach Możajska. Jednostki wojskowe Frontu były podporządkowane dowództwu Moskiewskiego Okręgu Wojskowego. Skład frontu:
- 32 Armia
- 33 Armia
- 34 Armia

Rozwiązany 30 lipca 1941 roku. Jednostki frontu zostały przeniesione do Frontu Rezerwowego.